# Marin Pongračić
Marin Pongračić (Landshut, 1997. szeptember 11. –) német születésű horvát labdarúgó, az US Lecce játékosa.

## Pályafutása
A Bayern München és az FC Ingolstadt 04 akadémiáján nevelkedett, majd az TSV 1860 München csapatánál szerepelt. 2017. április 16-án debütált az SV Sandhausen ellen kezdőként és egy sárga lapot kapott. 2017 nyarán az osztrák Red Bull Salzburghoz igazolt 2022-ig. 2020 januárjában a német VfL Wolfsburg csapatába igazolt, az átigazolási összegből a TSV 1860 München csapata is részesült. 2021. augusztus 31-én kölcsönbe került a Borussia Dortmund csapatához a 2021–2022-es Bundesliga szezonra. 2022. augusztus 22-én kölcsönbe került az olasz US Lecce csapatához vételi opcióval. 2023. június 30-án élt vételi opciójával a klub, és kétéves szerződést írt alá vele, ami egy plusz évre szóló opciót is tartalmazott.
2024. május 20-án bekerült Zlatko Dalić szövetségi kapitány a 2024-es labdarúgó-Európa-bajnokságra készülő 26 fős keretébe.

## Statisztika
2020. január 25-i állapotnak megfelelően.
| Klub              | Szezon           | Bajnokság | Bajnokság | Kupa  | Kupa  | Nemzetközi | Nemzetközi | Összesen | Összesen |
| Klub              | Szezon           | Mérk.     | Gólok     | Mérk. | Gólok | Mérk.      | Gólok      | Mérk.    | Gólok    |
| ----------------- | ---------------- | --------- | --------- | ----- | ----- | ---------- | ---------- | -------- | -------- |
| 1860 München II   | 2016–17          | 17        | 1         | 0     | 0     | –          | –          | 17       | 1        |
| Összesen          | Összesen         | 17        | 1         | 0     | 0     | 0          | 0          | 17       | 1        |
| TSV 1860 München  | 2016–17          | 7         | 0         | 0     | 0     | 0          | 0          | 7        | 0        |
| Összesen          | Összesen         | 7         | 0         | 0     | 0     | 0          | 0          | 7        | 0        |
| Red Bull Salzburg | 2017–18          | 16        | 0         | 3     | 0     | 4          | 0          | 23       | 0        |
| Red Bull Salzburg | 2018–19          | 14        | 0         | 2     | 0     | 10         | 0          | 26       | 0        |
| Red Bull Salzburg | 2019–20          | 5         | 0         | 1     | 0     | 1          | 0          | 7        | 0        |
| Összesen          | Összesen         | 35        | 0         | 6     | 0     | 15         | 0          | 56       | 0        |
| VfL Wolfsburg     | 2019–20          | 0         | 0         | 0     | 0     | 0          | 0          | 0        | 0        |
| Összesen          | Összesen         | 0         | 0         | 0     | 0     | 0          | 0          | 0        | 0        |
| Karrier összesen  | Karrier összesen | 59        | 1         | 6     | 0     | 15         | 0          | 80       | 1        |

### Sikerei, díjai
- Red Bull Salzburg
  - Osztrák bajnok: 2017–18, 2018–19
  - Osztrák kupa: 2018–19